# Gen Louis Parchman
Gen Louis Parchman (Cincinnati, 2 mei 1929 – ?, 23 oktober 1992) was een Amerikaans componist en contrabassist.

## Levensloop
Parchman studeerde muziektheorie, contrapunt, fuga, compositie en contrabas aan het Cincinnati College-Conservatory of Music (CCM) in Cincinnati (Ohio). Verder studeerde hij aan het muziekinstituut Tanglewood in Lenox (Massachusetts). Hij was als contrabassist verbonden aan het Cincinnati Symphony Orchestra. Als componist schreef hij voor verschillende genres, maar vooral werken in dat het slagwerk centraal staat.
Hij was gehuwd met de mezzosopraan Mary Parchman. 

## Composities

### Werken voor orkest
- 1959 rev. 1974 - Violin overture, voor viool solo en orkest
- 1960 rev. 1963 - Twelve Variations on an Original Theme, voor twee piano's en orkest
- 1963 - Concert nr. 2, voor piano vierhandig en orkest
- 1963 - Symphony, voor strijkorkest
- 1964 - Concert, voor marimba, vibrafoon en orkest
- 1970 - Concert, voor pauken en orkest - première door Eugene Santiago Espino (pauken) en het Cincinnati Symphony Orchestra
- 1971 - Adagio, voor strijkorkest
- 1971 - Elegy, voor orkest
- 1971 - Concert nr. 2, voor slagwerk ensemble en orkest
- 1971 - Winsel overture, voor orkest
- 1972 - Spring Symphony, voor gemengd koor en orkest, op. 88
- 1972 - Concert, voor sopraan en orkest, op. 90  - libretto: Dallas Wiebe
- 1974 - Concert, voor marimba en orkest
- Concert, voor een slagwerker en orkest
- Concert, voor slagwerk en orkest
- Concert nr. 3, voor piano en orkest
- Study, voor orkest

### Werken voor harmonieorkest
- 1964 - Symphony, voor koperblazers en slagwerk - première: 14 februari 1964 door het Cincinnati Symphony Orchestra

### Vocale muziek
- 1960 - Today, voor zangstem en piano - tekst: Leroy Evans, pseudoniem van Floyd Hunt
- 1964 - Cycle of Novelties, liederencyclus voor sopraan en piano
  1. Little lamb - tekst: William Blake
  2. I remember, I remember - tekst: Thomas Hood
  3. Résumé - tekst: Dorothy Parker

### Kamermuziek
- 1971 - Sonata, voor altviool en slagwerk
- 1983 - I'm hoping
- Jazz Sonata, voor blaaskwintet
- Sonata, voor cello en piano
- Trio, voor viool, cello en piano

### Werken voor piano
- Elegy, voor twee piano's
- Sixteen short contemporary piano pieces for beginners

### Werken voor slagwerk
- 1965 - Symphony, voor slagwerk ensemble
  1. Moderato
  2. Andante
  3. Moderato
- 1968 - Second Symphony, voor slagwerk ensemble
- 1970 - Music, voor slagwerkkwartet
- 1971 - Third Symphony, voor slagwerk ensemble
- 1971 - Forth Symphony, voor slagwerk ensemble
- 1972 - Fifth Symphony, voor slagwerk ensemble, op. 89
- 1974 - Sixth symphony, voor slagwerk ensemble